# 财经郎眼
财经郎眼，是2009年由广东卫视与上海极视文化传播有限公司共同推出的一档实事财经类访谈节目，主持人为王牧笛，主讲为著名经济学家郎咸平教授。节目开播语「生活无处不经济，郎眼看来不寻常」。每期会特别邀请一位时评家或财经专家参与话题讨论。已经参加该节目的特邀评论嘉宾包括《上海证券报》评论主编时寒冰博士，北京航空航天大学管理学院王福重教授，《新周刊》总主笔闫肖锋和资深媒体人石述思等。节目偏重时事财经话题，注重关注民生国情。現已更名《湾区新财经》。

## 節目內容

### 2009年
- 就业困局，路在何方（2009年6月21日）
- 房价怎么又涨了？（2009年6月27日）
- 腾中收购悍马，一场国际玩笑？（2009年6月28日）
- 迈克尔·杰克逊：王者之殇（2009年7月4日）
- 巴菲特的天价午餐（2009年7月5日）
- 油价上涨的背后（2009年7月11日）
- 萧条经济中的亮点（2009年7月12日）
- 麦道夫的惊天骗局（2009年7月18日）
- 垄断国企扎堆世界500强（2009年7月19日）
- 透视“力拓间谍门”（2009年7月25日）
- 水价上涨的背后（2009年7月26日）
- 2009股市的秘密（2009年8月1日）
- 揭密中国CEO（2009年2009年8月2日）
- 解密中国新贵族（2009年8月8日）
- 通货膨胀真的来了吗？（2009年8月9日）
- 奥巴马上任200天（2009年8月15日）
- 中国人口老龄化之忧（2009年8月16日）
- 知识产权 中国败诉（2009年8月23日）
- 聚焦中国“富二代”（2009年8月29日）
- 电视选秀：大众狂欢的背后（2009年8月30日）
- 聚焦中国“农二代”（2009年9月5日）
- 民营经济的危机与救赎（2009年9月6日）
- 中国经济是否会“二次探底”（2009年9月12日）
- 新能源：中国经济的机会还是陷阱（2009年9月13日）
- 透视中美轮胎特保案（上）（2009年9月19日）
- 透视中美轮胎特保案（下）（2009年9月20日）
- 金融海啸周年盘点（2009年9月26日）
- 楼市拐点真的来了吗（2009年9月27日）
- 信用卡危机是否会降临中国（2009年10月10日）
- 说说联想这些年（2009年10月11日）
- 诺贝尔和平奖：怎么就是奥巴马？（2009年10月17日）
- 汇率大战 开打在即（2009年10月18日）
- 俄罗斯重启私有化（2009年10月24日）
- 大学的危机（2009年10月25日）
- 透视中国式慈善（2009年10月31日）
- 九问“创业板”（2009年11月1日）
- 解密索马里海盗（2009年11月7日）
- 中国-东盟自由贸易区倒计时（2009年11月8日）
- 再谈“创业板”（2009年11月14日）
- 迪斯尼落户上海（2009年11月15日）
- 中美楼市比较（2009年11月21日）
- 中国股市的趋势（2009年11月22日）
- 奥巴马到底带来了什么？（2009年11月28日）
- 天然气荒的背后（2009年11月29日）
- 迪拜危机的反思（2009年12月5日）
- 世界银行的预言（2009年12月6日）
- 气候大战有玄机（2009年12月12日）
- 中国制造在海外（2009年12月13日）
- 消费的困局与突围（2009年12月19日）
- 高盛的幽灵（2009年12月20日）
- 新帝国主义在中国（2009年12月26日）
- 2010年经济情势分析（2009年12月27日）

### 2010年
- 揭秘中国“最牛散户”（2010-01-10）
- 亿万富姐的罪与罚（2010-01-11）
- 气候变化的惊天骗局（2010-01-17）
- 优贷危机来了（2010-01-18）
- 海南再次疯狂（2010-01-24）
- 中国人为什么收入低？（2010-01-25）
- 中国足球产业化之痛（2010-01-31）
- 日航破产的启示（2010-02-07）
- 《孔子》遭遇《阿凡达》（2010-02-08）

（春节期间节目时间调整，暂停播出一周）
- 转基因水稻的背后（2010-02-21）
- 焦炭出手，打击矿石？（2010-02-22）
- 春晚的产业链与经济学（2010-02-28）
- 透视丰田“召回门”（2010-03-07）
- 低碳经济的深思与慎思（2010-03-08）
- 翻云覆雨 必和必拓（2010-03-14）
- 中美教育比较（2010-03-15）
- 统计的“迷局”（2010-03-21）
- 新能源汽车之辩（2010-03-22）
- 地沟油背后的“循环经济”（2010-03-28）
- 汇率大战硝烟起（2010-03-29）
- 吉利收购沃尔沃（2010-04-04）
- 医改：美国梦与中国路（2010-04-05）
- 中国之渴（2010-04-11）
- 一切经济看广东（2010-04-12）
- “死不起"的背后（2010-04-18）
- 汇率大战:醉翁之意不在酒（2010-04-19）
- 揭秘股指期货（2010-04-25）
- 解读楼市调控（2010-04-26）

（5月2、3日因假期版面调整停播两期）
- 追问房屋质量（2010-05-09）
- 聚焦产能过剩（2010-05-10）
- 走进北滘（上）（2010-05-16）
- 走进北滘（下）（2010-05-17）
- 高盛“欺诈门”真相（2010-05-23）
- 小希腊带来大麻烦（2010-05-24）
- 疯狂的蔬菜（2010-05-30）
- 聚焦房租 透视房价（2010-06-06）
- 当中石油“超越”埃克森（2010-06-07）
- 大学何为 大学为何（2010-06-13）
- VISA对战中国银联（2010-06-14）
- 印度封杀“中国制造”（2010-06-20）
- 聚焦房产税（2010-06-21）
- 双城记之重庆模式（2010-06-27）
- 双城记之广东模式（2010-06-28）
- 美国金融改革与中国金融监管（上）（2010-07-04）
- 美国金融改革与中国金融监管（下）（2010-07-05）
- 民航“巨额协调费”的背后（2010-07-11）
- 世界杯经济学（2010-07-12）
- 相亲热的冷思考（2010-07-18）
- 二次探底疑云（2010-07-19）
- 紫金“漏水”与BP“漏油”（2010-07-25）
- 丰田“输”了 高盛“赢”了（2010-07-26）
- 霸王“致癌疑云”的背后（2010-08-01）
- 走进肇庆高新技术产业开发区（2010-08-02）
- “夜总会”经济学（2010-08-08）
- 记者被通缉之后 （2010-08-09）

（8.15是全国哀悼日，节目停播一期）
- 解读“工资协商”（2010-08-16）
- 中药“出海”（2010-08-22）
- 中美慈善观比较（2010-08-23）
- 当“城市化”遭遇“逆城市化”（ 上）（2010-08-29）
- 当“城市化”遭遇“逆城市化”（下）（2010-08-30）
- 什么才是深圳的灵魂（2010-09-05）
- “神仙”经济学（2010-09-06）
- 国进？民退！（2010-09-12）
- 警惕外国资源狙击战？（2010-09-13）
- 奥巴马也搞“铁公基”？（2010-09-20）
- 什么才是真正的贵族？（2010-09-26）
- 汇率大战硝烟再起（2010-10-10）
- 史上最最严厉的楼市调控（2010-10-11）
- 日本政坛新生代到底在想什么？（2010-10-17）
- 什么才是真正的大国 （2010-10-18）
- 警惕！节能减排的陷阱（2010-10-24）
- 艺术品的大泡沫（2010-10-25）
- 通货膨胀的病理与药方（2010-10-31）

（11.1-11.27 亚运会期间停播）
- “油荒气短”的背后（2010-11-28）
- 保障房缺失的真相（2010-11-29）
- 明年（2011年）房价下跌两成？（2010-12-05）
- 招生大战（2010-12-06）
- 通货膨胀 老无所依（2010-12-12）
- 事业单位如何改革（2010-12-13）
- “马车理论”的鞭与策（2010-12-19）
- 中美股市两重天（2010-12-20）
- 化妆品业: 外资猛于虎（2010-12-26）
- 2010年终盘点 （2010-12-27）

### 2011年
- 堵车经济学（2011-01-16）
- 再谈保障房（2011-01-17）
- “天价过路费”的背后（2011-01-24）
- 何日解民哀，春运不再难？（2011-01-25）
- 华为反击摩托罗拉（2011-01-31）
- 谁动了我们的钱袋子（2011-02-21）
- 春天里的用工荒（2011-02-22）
- 风起云涌限购令（2011-02-28）
- 一个馒头引发的思考（2011-03-01）

（3.7-3.20）全国两会期间停播
- 日本地震的核忧患（2011-03-21）
- 聚焦个税起征点（2011-03-22）
- 利比亚 国际政治大戏台（2011-03-28）
- 瘦肉精的真相（2011-03-29）
- 国企的垄断经济学（2011-04-04）
- 涨价，你凭什么？（2011-04-05）
- 伤不起的中国大学（2011-04-11）
- 谁来接班我们的企业?（2011-04-12）
- 奥巴马的2012（2011-04-18）
- 谁动了你的电费（2011-04-19）
- 世纪婚礼启示录（2011-04-25）
- 给我们一本明白账（2011-04-26）

（5月2、3日因假期版面调整停播两期）
- 别了，拉登! （2011-05-09）
- 菜贱伤农 菜贵伤民（2011-05-10）

停播期间，主持人王牧笛在微博正式发通知：《财经郎眼》将于7月11日复播，广东卫视每周一晚23:05，建党伟业后，我们再光荣绽放。
- 通货膨胀猪说了算（2011-07-11）
- 中国经济为何再次放缓？（2011-07-18）
- 拿什么拯救你，中国红十字？（因为郭美美，没有播出）（2011-07-25）
- 达芬奇的哭泣（2011-08-01）
- 美国债 中国债（2011-08-08）
- 信用评级 中美两重天（2011-08-15）

主持人王牧笛在其微博中发表正式通知：停播一月，2011年9月5号复播。
- “唱空”中国银行业的背后（2011-09-05）
- 中美物价比较（2011-09-19）
- 伤不起的民间借贷（2011-09-26）
- 美国精神 乔布斯VS华尔街（2011-10-10）
- 房价，轻度下跌？（2011-10-17）
- 马云之困，淘宝之伤（2011-10-24）
- 警惕，中等收入陷阱!（2011-10-31）
- 希腊 悲剧了（2011-11-07）
- 减税了! （2011-11-14）
- 你被套牢了吗？（2011-11-21）
- 反垄断 大幕拉开（2011-11-28）
- NBA经济学（2011-12-05）
- 中国股市，还会好吗？（2011-12-12）
- 烂片经济学（2011-12-19）
- 2011年终盘点（2011-12-26）

### 2012年
- 蒙牛的秘密（2012-01-09）
- 谁动了我们的账号?（2012-01-16）
- 移动互联网改变生活（2012-02-06）
- 叩问三亚宰客门（2012-02-13）
- 银行危机，兼论吴英（2012-02-20）
- 活熊取胆的背后（2012-02-27）
- 如何约束政府采购（2012-03-19）
- 房价降不下来的秘密（2012-03-26）
- 中美经贸关系新解（2012-04-02）
- 证监会“百日维新”（2012-04-09）
- 中美制造业比较（2012-04-16）
- 长点心吧“两桶油”！（2012-04-23）
- 国有银行垄断的诡异现象（2012-04-30）
- 股市机制改革 股民路在何方（2012-05-12）
- 旅游不经济学（2012-05-19）
- 山东首富挑战国家电网（2012-05-26）
- 希腊生死劫（2012-06-02）
- 审计署大发力 “猫腻”央企遭改革（2012-06-09）
- 广药“火拼”加多宝（2012-06-16）
- 央行发布特级文件 惹房地产松绑争议 (2012-06-23)
- 谁动了你的养老金（2012-06-30）
- 中国黄金第一案（2012-07-07）
- 民生小事大过天（2012-07-14）
- 雷士照明的罗生门（2012-07-21）
- “李宁”到底怎么了（2012-07-28）
- 人民币贬值了！（2012-08-11）
- 家电大战（2012-08-25）
- 煤炭神话的破灭（2012-09-01）
- 苹果大战三星（2012-09-08）
- 光伏大战硝烟起！（2012-09-15）
- 大选前的新刺激（2012-09-22）
- 美国的“七寸”在哪里（2012-09-30）
- 保险，保不保险？（2012-10-06）
- 伤不起的黄金周（2012-10-13）
- 奥巴马会输吗（2012-10-20）
- 中美通信业大战（2012-11-03）
- 王石与中国地产江湖（2012-11-17）
- 商学院的故事（2012-11-24）
- 这些年，企业一起玩的小伎俩（2012-12-01）
- 储蓄率之谜（2012-12-08）
- 企业恶战何时休？（2012-12-15）
- 苹果要走了（2012-12-22）
- 怎样反腐才有效？（2012-12-29）

### 2013年
- 2012年终盘点（2013-01-05）
- 人在囧途（2013-01-12）
- 三星的局中局（2013-01-19）
- 钓鱼岛：中国外交新思维（2013-01-26）
- 十面霾伏（2013-02-02）
- 牛魔王来了（2013-02-16）
- 企业传承的企业传承的忧与思 （2013-02-23）
- 房姐的背后（2013-03-02）
- 用刀割肉，是谓改革（2013-03-09）
- 货币大战硝烟起（2013-03-16）
- 死猪漂流的疑团（2013-03-23）
- 国企，国人尚能企否（2013-03-31）
- 第一夫人Style 李银（2013-04-13）
- 塞浦路斯 警示中国（2013-04-27）（重播）
- 幽默滑稽解说规定（2013-05-05）
- 温州房价为何暴跌 国制造危机四伏（2013-05-19）
- 黄金涨跌之谜（2013-05-12）
- 中国股市涨跌之谜（2013-05-26）
- 幸存者马云（2013-06-02）
- 史上最难就业年 揭秘就业难之谜（2013-06-09）
- 外资凶猛 双重绞杀（2013-06-16）
- 中欧贸易大战（2013-06-23）

## 外部連結
- 财经郎眼节目列表
  - 广东卫视
  - 爱奇艺 （页面存档备份，存于）
  - 优酷网 （页面存档备份，存于）
  - 土豆网 （页面存档备份，存于）
  - CNTV
  - 腾讯视频
- 财经郎眼的新浪博客
- 财经郎眼的新浪微博